# 杉村陽子
杉村 陽子（すぎむら ようこ、1971年11月1日 -）は、日本のレースクイーン、女性モデル、タレントである。

## 人物
1971年（昭和46年）、長野県生まれ。特技は百人一首、趣味は乗馬、オフロードバイク、インターネットなど。
1997年（平成9年）、『KURE RACING with NISMO』のレースクイーンとしてデビューした。同チームでは鈴木史華とともに活動し、人気を得ていた。同年秋からは、テレビのバラエティー番組 『ワンダフル』（TBS）における「ワンダフルガールズ」のひとりとなり、翌年1月まで同番組にレギュラー出演した。
レースクイーンとしては、ほかに『レーシング・プロジェクト・バンドウ』（2001年）など多数務めたが、2006年（平成18年）11月、デビュー10年を機として、すべての芸能活動から身を引き結婚をして引退した。。同年8月に発売された写真集 『One More』（日本アドスペース）は、「メモリアル」としてラスト写真集であることを銘打っていた。杉村は、自分のチャームポイントを脚と笑顔であるとしていた。
所属事務所は有限会社プリンセス。

## 出版物
写真集
- 『レースクイーン完全バイブル’97』（1997年7月、ぶんか社）
- 『GALS PARADISE 98』（1998年9月、三栄書房）
- 『BEST OF Racing VENUS21』（1997年11月、コスミックインターナショナル）
- 『SC`ENE』 （1999年1月、ぶんか社）
- 『ONE MORE』 （2006年8月、日本アドスペース）

ビデオ、DVD
- 『決定版!レースクィーン完全ファイル』（1997年10月、コスミックインターナショナル）
- 『レーシング ビーナス レースクイーンin'97 全日本GT選手権』（1997年6月、TDKコア）
- 『素顔でKiss Me!! Vol.1』（1997年8月、日本メディアサプライ）
- 『naked 杉村陽子』 （2006年1月、日本メディアサプライ）
- 『Temptation -誘惑-』（2004年1月、TMC）
- 『marvelous』（2004年8月、イーネットフロンティア）
- 『陽子の秘密』（2006年5月、キングダム）
- 『LAST TEMPTATION』（2006年8月、キングダム）